# Panicum bulbosum
Panicum bulbosum är en gräsart som beskrevs av Carl Sigismund Kunth. Panicum bulbosum ingår i släktet vipphirser, och familjen gräs. Inga underarter finns listade i Catalogue of Life.